# Tulpenhofstraße 52

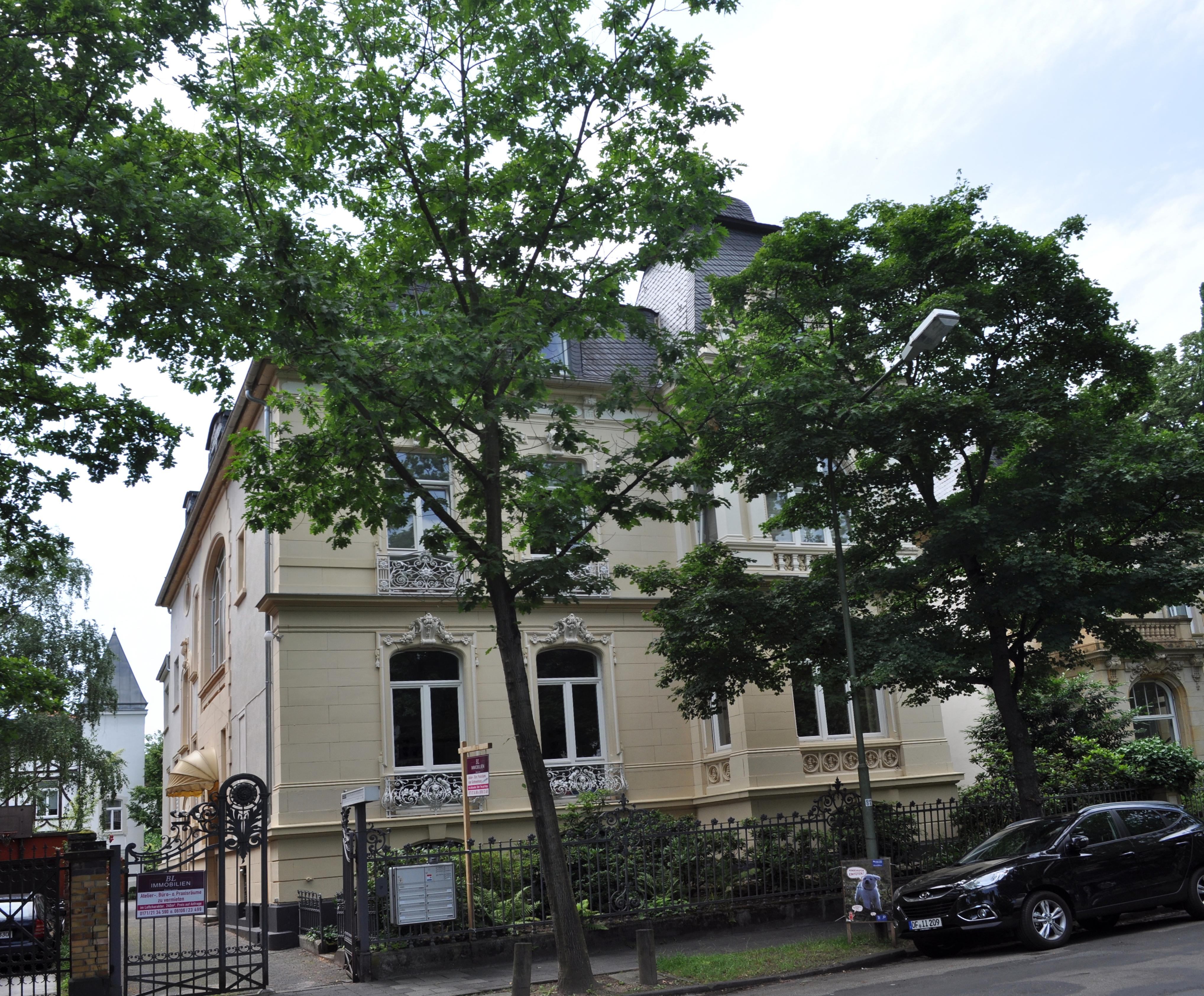
Tulpenhofstraße 52

Die Villa Tulpenhofstraße 52 im Westend von Offenbach am Main ist ein unter Denkmalschutz stehendes Wohngebäude.

## Das Gebäude
Die freistehende, historistische Villa wurde 1899 bis 1900 von der Baufirma Gebrüder Hasenbach errichtet. 1900, noch vor der Fertigstellung, erwarb Dr. med. Ernst Grein (1865–1943) das Gebäude. Grein ließ Treppenhaus und Praxisräume durch den Künstler Patriz Huber, ein Mitglied der Darmstädter Künstlerkolonie, gestalten. Die Ausführung erfolgte durch die Hofmöbelfabrik Glückert in Darmstadt.
Erdgeschoss und erster Stock bildeten die Wohnräume der Familie. Im Keller war die Küche und die Versorgungsräume untergebracht, im Dachgeschoss befanden sich die Räume für das Personal.
Das herrschaftliche, zweigeschossige Gebäude mit ausgebautem Mansarddach wird durch einen Seitenrisalit mit verziertem Giebel gegliedert. Die aufwändige Hausteinfassade ist in hellem Sandstein gehalten und mit reichen historistischen Formen, vornehmlich im Stil der Renaissance und des Rokoko, geschmückt. Erhalten sind auch die schmiedeeisernen Baudetails wie Balustraden und die Einfriedung. Das Treppenhaus im frühen Darmstädter Jugendstil ist ebenfalls zum Teil erhalten. Trotz der Kriegseinwirkungen ist die Villa insgesamt in sehr gutem Erhaltungszustand.
Das rückwärtige Kutscherhaus aus dem Jahr 1900 steht ebenfalls unter Denkmalschutz.